# Текиргёл
Текиргёл (рум. Techirghiol) — город в Румынии в составе жудеца Констанца.

## История
Населённый пункт, названный в честь близлежащего озера Текиргёл, впервые появился на картах в 1893 году, но активно развиваться стал с 1912 года, превратившись в курорт с грязелечебницами. С 1907 года здесь существовала крупная немецкая религиозная община, однако в 1940 году практически все немцы были репатриированы в Германию.